# Fusión cot-caught
La fusión cot-caught, también conocida como la fusión lot-thought, es un cambio de sonido presente en algunos dialectos del inglés en el que los hablantes no distinguen los fonemas vocales en palabras como cot versus caught. Cot y caught (junto con bot y bought, pond y pawned, etc.) es un ejemplo de un par mínimo que se pierde como resultado de este cambio de sonido. Los fonemas involucrados en la fusión cot-caught, las vocales traseras abiertas, generalmente se representan en el Alfabeto Fonético Internacional como /ɒ/ y /ɔ/, respectivamente (o, en América del Norte, co-ocurriendo con la fusión father-bother, como /ɑ/ y /ɔ/). La fusión es típica de la mayoría de los dialectos del inglés canadiense y escocés, así como de algunos dialectos del inglés irlandés y estadounidense.
Una fusión vocal adicional, la fusión father-bother, que se extendió por América del Norte en los siglos XVIII y XIX, ha resultado hoy en una fusión triple en la que la mayoría de los acentos canadienses y muchos estadounidenses no tienen diferencia vocal en palabras como PALM /ɑ/, LOT /ɒ/, y THOUGHT /ɔ/. Sin embargo, /ɔr/ como en NORTH participa en un fenómeno separado en la mayor parte del inglés norteamericano: la fusión NORTH-FORCE, en la que esta vocal antes de /r/ puede ser fonemizada como la vocal de GOAT, transcrita de diversas formas como /or/ o /oʊr/ . 
La fusión hace que el sonido vocálico en palabras como cot, nod y stock y la vocal en palabras como caught, gnawed y stalk se fusionen en un solo fonema, de igual forma que los pares cot y caught, stock y stalk, nod y gnawed se convierten en homófonos perfectos, y shock y talk sólo se distinguen por la consonante inicial. La fusión cot-caught se presenta en los siguientes dialectos:
- Algunos ingleses de las islas británicas, fuera de Inglaterra:
  - La mayoría del inglés escocés, hacia [ ɔ ] ⓘ [2]
  - Inglés irlandés amplio y tradicional.[cita requerida]
  - Algo de inglés del norte del Úlster,[2] incluido el inglés conservador del medio Úlster hacia [ ä ] ⓘ y en inglés escocés del Úlster hacia [ ɔ ] ⓘ [3][4]
- Gran parte de los ingleses de América del Norte:
  - Ciertas variedades de inglés americano, entre ellas:
    - Inglés de Pittsburgh, hacia [ɒ~ɔ] (con la fusión father-bother)[5]
    - Gran parte del inglés de Nueva Inglaterra hacia [ɑ~ɒ] (en Boston, particularmente hacia [ ɒ ] ⓘ ), y el norte de Nueva Inglaterra en general, pero tradicionalmente no el sur de Nueva Inglaterra
    - Inglés americano occidental (con la fusión father-bother) hacia [ ɑ ] ⓘ
    - Inglés cajún, inglés del medio oeste superior, inglés chicano y algo de inglés occidental de Nueva Inglaterra (con la fusión padre-molesto) hacia [ ä ] ⓘ [6]

  - Casi todo el inglés canadiense, incluido: 
    - Inglés canadiense estándar hacia [ ɒ ] ⓘ (con la fusión father-bother)
    - Inglés marítimo y de Terranova, hacia [ɑ~ä] (con la fusión father-bother)
- Mucho del inglés indio tiende hacia [ ɔ ] o [ ɒ ] [7]
- Algunos hablantes de inglés de Singapur [8]

| /ɑ/ o /ɒ/ (escrito a, o, ol) | /ɔ/ (escrito au, aw, al, ough) | IPA (usando ⟨ ɒ ⟩ para la vocal fusionada) |
| ---------------------------- | ------------------------------ | ------------------------------------------ |
| bobble                       | bauble                         | ˈbɒbəl                                     |
| body                         | bawdy                          | ˈbɒdi                                      |
| bot                          | bought                         | ˈbɒt                                       |
| box                          | balks                          | ˈbɒks                                      |
| chock                        | chalk                          | ˈtʃɒk                                      |
| clod                         | clawed                         | ˈklɒd                                      |
| cock                         | caulk                          | ˈkɒk                                       |
| cod                          | cawed                          | ˈkɒd                                       |
| collar                       | caller                         | ˈkɒlə(r)                                   |
| cot                          | caught                         | ˈkɒt                                       |
| don                          | dawn                           | ˈdɒn                                       |
| fond                         | fawned                         | ˈfɒnd                                      |
| hock                         | hawk                           | ˈhɒk                                       |
| holler                       | haughty                        | ˈhɒlə(r)                                   |
| hottie                       | nought                         | ˈhɒti                                      |
| knot                         | naughty                        | ˈnɒt                                       |
| knotty                       | gnawed                         | ˈnɒti                                      |
| nod                          | nought                         | ˈnɒd                                       |
| not                          | awed                           | ˈnɒt                                       |
| odd                          | pawed                          | ˈɒd                                        |
| pod                          | pawned                         | ˈpɒd                                       |
| pond                         | wrought                        | ˈpɒnd                                      |
| rot                          | sawed                          | ˈrɒt                                       |
| sod                          | sought                         | ˈsɒd                                       |
| sot                          | stalk                          | ˈsɒt                                       |
| stock                        | taught                         | ˈstɒk                                      |
| tot                          | walk                           | ˈtɒt                                       |
| wok                          | caminar                        | ˈwɒk                                       |

## Inglés norteamericano

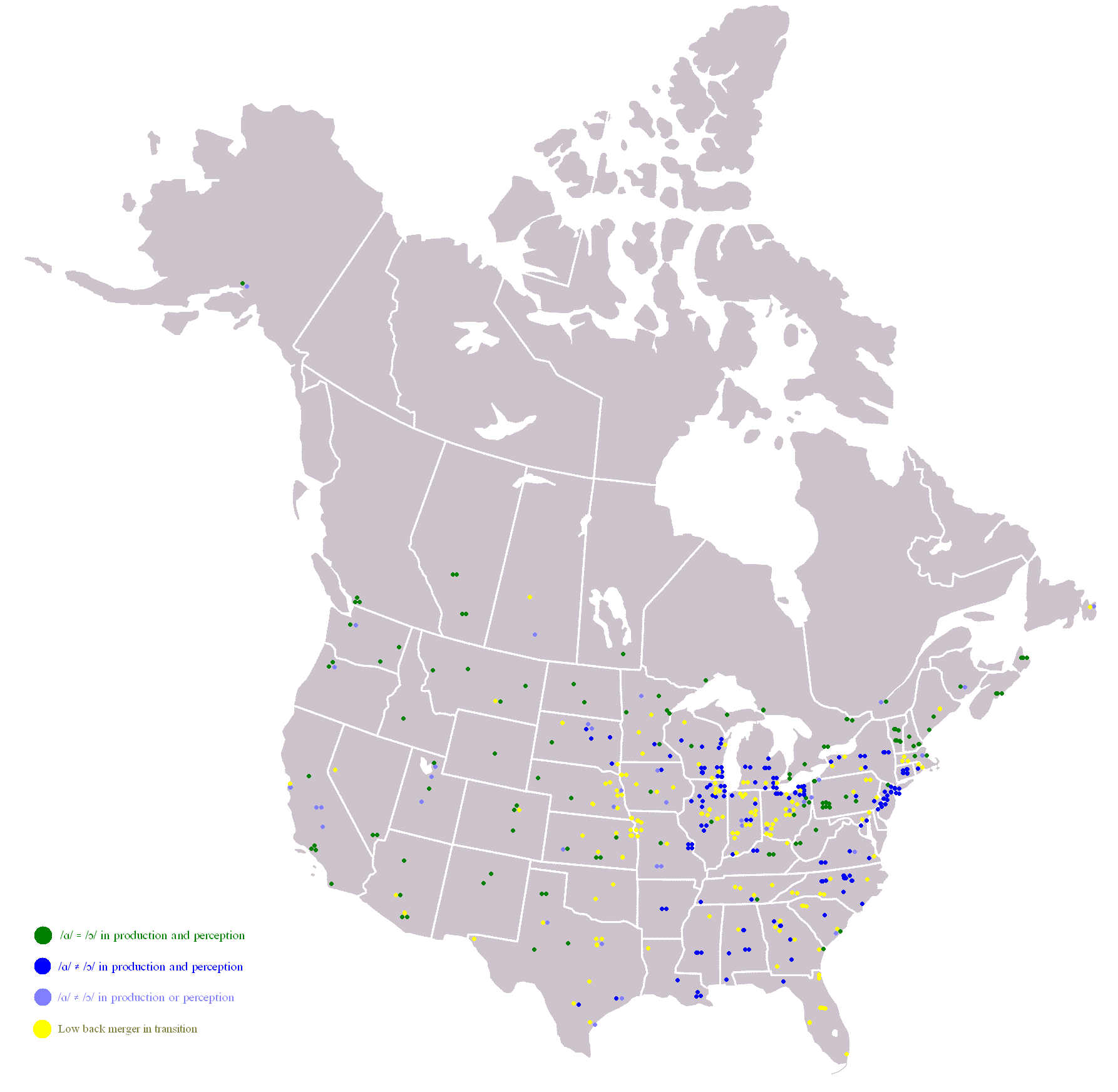
En este mapa de América del Norte de habla inglesa, los puntos verdes representan hablantes que han fusionado por completo las vocales de cot y caught. Los puntos azul oscuro representan a los hablantes que se han resistido completamente a la fusión. Los puntos azules medianos representan hablantes con una fusión parcial (ya sea producción o percepción, pero no ambas), y los puntos amarillos representan hablantes con la fusión en transición. Basado en el trabajo de Labov, Ash y Boberg.

En ninguna parte el cambio es más complejo que en el inglés norteamericano. La presencia de la fusión y su ausencia se encuentran tanto en muy diversas regiones del continente norteamericano, donde se ha estudiado con mayor profundidad, como en entornos tanto urbanos como rurales. Los símbolos utilizados tradicionalmente para transcribir las vocales en las palabras cot y caught tal como se pronuncian en inglés americano son ⟨ ɑ ⟩ y ⟨ ɔ ⟩, respectivamente, aunque sus valores fonéticos precisos pueden variar, al igual que el valor fonético de la vocal fusionada en las regiones. donde se produce la fusión.
Incluso sin tener en cuenta la movilidad de la población estadounidense, la distribución de la fusión sigue siendo compleja; hay focos de hablantes con la fusión en zonas que carecen de ella, y viceversa. Hay áreas en las que la fusión se ha producido sólo parcialmente o se encuentra en un estado de transición. Por ejemplo, según una investigación dirigida por William Labov (utilizando encuestas telefónicas) en la década de 1990, los hablantes más jóvenes de Kansas, Nebraska y las Dakotas exhibieron la fusión, mientras que los hablantes mayores de 40 años normalmente no lo hicieron. La Encuesta de dialectos de Harvard de 2003, en la que los sujetos no necesariamente crecieron en el lugar que identificaron como la fuente de sus características dialectales, indica que hay hablantes de acentos que se fusionan y preservan el contraste en todo el país, aunque las isoglosas básicas son casi idénticos a los revelados por la encuesta telefónica de Labov de 1996. Ambas encuestas indican que, a partir de la década de 1990, aproximadamente el 60% de los angloparlantes estadounidenses conservaban el contraste, mientras que aproximadamente el 40% fusionaba los fonemas. Para complicar aún más las cosas, los hablantes fusionan los fonemas en algunos contextos pero no en otros, o los fusionan cuando las palabras se pronuncian sin acentuar o de manera casual, pero no cuando están acentuadas.
Los hablantes de la fusión en el noreste de Nueva Inglaterra todavía mantienen una distinción fonémica entre /ɑ/ con frente y sin redondear. (fonéticamente [ ä ] ) y un dorso y generalmente redondeado /ɔ/ (fonéticamente [ ɒ ] ), porque en el noreste de Nueva Inglaterra (a diferencia de Canadá y el oeste de los Estados Unidos), la fusión cot-caught se produjo sin la fusión father-bother. Por lo tanto, aunque los habitantes del noreste de Nueva Inglaterra pronuncian tanto cot como caught como [kɒt], pronuncian cart como [kät].
Labov et al. también revelan que, para alrededor del 15 % de los encuestados, una /ɑ/ específica – /ɔ/ fusión antes /n/ pero no antes /t/ (u otras consonantes) está en efecto, de modo que Don y dawn son homófonos, pero cot y caught no lo son. En este caso, se está produciendo un cambio vocal distinto (que se superpone con la fusión cot-caught para todos los hablantes que de hecho han completado la fusión cot-caught), identificado como la fusión Don-dawn. 

### Resistencia
Según Labov, Ash y Boberg, la fusión en América del Norte encuentra mayor resistencia en tres regiones:
- El «Sur», excluyendo en cierta medida a Texas y Florida.
- El «Norte Interior», que abarca la región oriental y central de los Grandes Lagos (en el lado estadounidense de la frontera)
- El «Corredor Noreste» a lo largo de la costa atlántica, que va desde Baltimore hasta Filadelfia, desde la ciudad de Nueva York hasta Providence. Sin embargo, la fusión es común en Boston y más al norte de Nueva Inglaterra.

En las tres regiones americanas mencionadas anteriormente, los sociolingüistas han estudiado tres cambios fonéticos que pueden explicar su resistencia a la fusión. El primero es el frente de /ɑ/ encontrado en el interior del norte; los hablanes avanzan la vocal /ɑ/ de hasta la cardenal [a] (la vocal frontal abierta no redondeada), permitiendo así la vocal /ɔ/ de THOUGHT bajar al valor fonético de [ɑ] sin que se produzca ninguna fusión. La segunda situación es el aumento de la THOUGHT vocal /ɔ/. Se encuentra en los acentos de la ciudad de Nueva York, Filadelfia y Baltimore, en los que la vocal se eleva y se diptongo a [ɔə⁓oə], o, menos comúnmente, [ʊə], manteniendo así esa vocal notablemente distinta de la vocal /ɑ/ de LOT. La tercera situación ocurre en el Sur, en la que la ruptura de vocales resulta en /ɔ/ siendo pronunciado como ascendente [ɒʊ], manteniéndolo distinto de /ɑ/. Sin embargo, es seguro que ninguno de estos tres cambios fonéticos preservará el contraste para todos los hablantes de estas regiones. Algunos hablantes de las tres regiones, sobre todo los más jóvenes, empiezan a mostrar la fusión, a pesar de que la fonética de cada región teóricamente debería bloquearla.
Los acentos afroamericanos del inglés vernáculo se han resistido tradicionalmente a la fusión atrapada en la cuna, con LOT pronunciado [ɑ̈] y THOUGHT tradicionalmente pronunciado [ɒɔ], aunque ahora a menudo [ɒ~ɔə]. Las investigaciones de principios de la década de 2000 han demostrado que esta resistencia puede seguir reforzándose con la aparición de LOT, vinculada a través de un cambio en cadena de vocales con el aumento de las vocales TRAP, DRESS y quizás KIT. Este cambio en cadena se llama «cambio afroamericano». Sin embargo, todavía hay evidencia de que los hablantes de AAVE retomaron la fusión en Pittsburgh, Pensilvania, en Charleston, Carolina del Sur, Florida y Georgia, y en partes de California.

### Origen
En América del Norte, la primera evidencia de la fusión (o de sus condiciones iniciales) proviene del oeste de Pensilvania, tan lejos como lo muestran los datos. Desde allí entró en el Alto Canadá (lo que hoy es Ontario). A mediados del siglo XIX, la fusión también comenzó de forma independiente en el este de Nueva Inglaterra, posiblemente influyendo en las Marítimas canadienses, aunque la fusión es evidente ya en la década de 1830 en ambas regiones de Canadá: Ontario y las Marítimas. Cincuenta años después, la fusión "ya estaba más consolidada en Canadá" que en sus dos lugares de origen estadounidenses. En inglés canadiense, la expansión hacia el oeste se completó más rápidamente que en inglés de Estados Unidos.

Han existido dos teorías tradicionales sobre los orígenes de la fusión en la lingüística contemporánea: algunos investigadores creen que puede ser un desarrollo natural proveniente de Norteamérica, mientras que otros defienden la teoría de que ha sido por contacto entre escoceses-irlandeses y hablantes nativos del dialecto norteamericano. También se postula que ambas teorías son ciertas, aplicándose de manera distinta según qué región. Es más probable que la aparición del fenómeno de la fusión sea por influencia escocesa-irlandesa, y en el caso de Nueva Inglaterra, y quizás en los dialectos hablados en la costa oeste de Estados Unidos como un desarrollo estructural interno. El lingüista canadiense Charles Boberg considera que la cuestión no está resuelta. Se ha utilizado una tercera teoría para explicar la aparición de la fusión específicamente en el noreste de Pensilvania: una afluencia de hablantes de polaco y otras lenguas eslavas cuyos estudiantes de inglés no lograron mantener la distinción.

## Inglaterra
En el acento Cockney de Londres, sólo se presencia la fusión cot-caught en el habla rápida. La vocal THOUGHT tiene dos variantes fonémicamente distintas: más cercana /oː/ (fonéticamente [oː ~ oʊ ~ ɔo]) y más abierta /ɔə/ (fonéticamente [ɔə ~ ɔwə ~ ɔː]). La variante más abierta a veces se suele neutralizar en el habla más rápida con la  vocal /ɒ/ (fonéticamente [ɒ ~ ɔ]) en expresiones como [sˈfɔðɛn] (fonémicamente /ɑɪ wəz ˈfɔə ðen/) de I was four then. En un habla más pausada /ɔə/ todavía se puede distinguir fácilmente de /ɒ/ por longitud. 

## Escocia
Fuera del continente norteamericano, otro dialecto que presenta la fusión es el inglés escocés. Al igual que en el inglés de Nueva Inglaterra, la fusión de cot-caught ocurrió sin la fusión father-bother. Por lo tanto, los hablantes aún conservan la distinción entre /a/ en PALM y /ɔ/ en LOT-THOUGHT.

## India
También tiene una presencia importante en el inglés indio, posiblemente debido al contacto con el inglés escocés. En particular, la vocal de LOT se puede alargar para fusionarse con la vocal /ɒː/ de THOUGHT.  Sin embargo, también hay ponentes que mantienen una distinción en duración y/o calidad. Como en el inglés escocés, esta vocal no suele fusionarse con PALM /ɑː/ en la mayoría de los dialectos de inglés indio.